# 川崎市立麻生小学校
川崎市立麻生小学校（かわさきしりつ あさおしょうがっこう）は、神奈川県川崎市麻生区上麻生にある公立小学校。坂の上に位置する。

## 沿革
出典
- 1991年（平成3年）
  - 4月1日 - 南百合丘小、百合丘小、片平小から分離し、川崎市立麻生小学校開校。
  - 4月3日 - 入校式挙行。
  - 11月2日 - 開校記念麻生子ども祭り開催。
  - 11月9日 - 校章・校歌・校旗完成。
  - 12月7日 - 開校記念式典挙行、校章・校旗制定。
- 1993年（平成5年）4月26日 - 言葉の教室開始。
- 1994年（平成6年）9月20日 - 冷房設備工事竣工。
- 2000年（平成12年）11月4日 - 創立10周年記念式典挙行。
- 2003年（平成15年）1月20日 - B棟増築校舎完成。
- 2007年（平成19年）3月16日 - C棟校舎完成。
- 2010年（平成22年）11月2日 - 創立20周年記念式典挙行。
- 2012年（平成24年）3月 - たんぽぽ学級閉級。
- 2014年（平成26年）3月 - ことばの教室移転（はるひ野小へ）。
- 2016年（平成28年）8月 - A棟とB棟のエアコン改修。
- 2017年（平成29年）10月 - B棟トイレ改修。
- 2020年（令和2年）11月 - 創立30周年ハチャメチャパーティー開催。
- 2021年（令和3年）
  - 7月 - トイレ改修、エレベーター設置工事開始。
  - 11月 - 創立30周年記念式典挙行予定だったが、新型コロナウイルス感染拡大の影響で中止された。
- 2022年（令和4年）3月 - A棟とC棟トイレ改修、エレベーター設置完了。

## 通学区域
- 王禅寺西6丁目（2番のみ）
- 上麻生1丁目（全域）
- 上麻生3丁目（全域）
- 上麻生4丁目（1～51番）
- 古沢（全域）
- 万福寺1丁目（全域）
- 万福寺2丁目（1～3番、22番）
- 万福寺3丁目（1～11番）
- 万福寺4丁目（4～12番、15～20番）
- 万福寺5丁目（1～18番）
- 万福寺6丁目（全域）

## 学校周辺
- 麻生隠れ谷公園 - 川崎市道をはさんで、敷地が隣接。
- 山口白山公園 - 山口富士見歩道橋を越え先
- 川崎市消防局麻生消防署本署
- 麻生区役所
  - 麻生文化センター
- 小田急電鉄小田原線・多摩線新百合ヶ丘駅
- 神奈川県警麻生警察署
- ヤオコー新百合ヶ丘店 - 山口富士見歩道橋を越え左手方向にあるスーパー（2024年11月15日オープン[2]）
- なお、学校周辺にはマンションなどもあるほか、駅が近い為、民間の商業施設なども点在する。

## アクセス
- 小田急バス
  - 「麻生区役所前」バス停下車後、徒歩約415m・約7分。
  - 「麻生警察署前」バス停下車後、徒歩約340m・約5分。
    - 停車系統については、小田急バスホームページを確認するか、電話にて要問い合わせ。停車系統を記載すると、雑多になるため、本項には記載しない。。
- 小田急電鉄新百合ヶ丘駅（北口）から、徒歩約580m・約9分。
  - なお、「麻生区役所前」バス停・新百合ヶ丘駅共、学校敷地までの直線距離は近いが、校門（正門）の位置と道路の関係で、遠回りとなる。なお、バス停付近にある「裏門」は安全のため緊急時を除き封鎖されている。